# Comté de Nebo
Le comté de Nebo est une zone d'administration locale dans l'est du Queensland en Australie.
L'économie du comté repose sur l'agriculture (bœuf, canne à sucre, céréales) mais aussi sur l'extraction du charbon avec 9 mines en exploitation.
Le comté comprend les villes de :
- Nebo ;
- Coppabella ;
- Glenden.